# フランジバック
フランジバック（flange back 、英語では普通flange focal length ）とは、レンズ交換式のカメラにおいて、レンズマウントのマウント面から、フィルムもしくは撮像素子までの距離のことである。バックフォーカスと混同されることがあるが別概念である。

## 概要

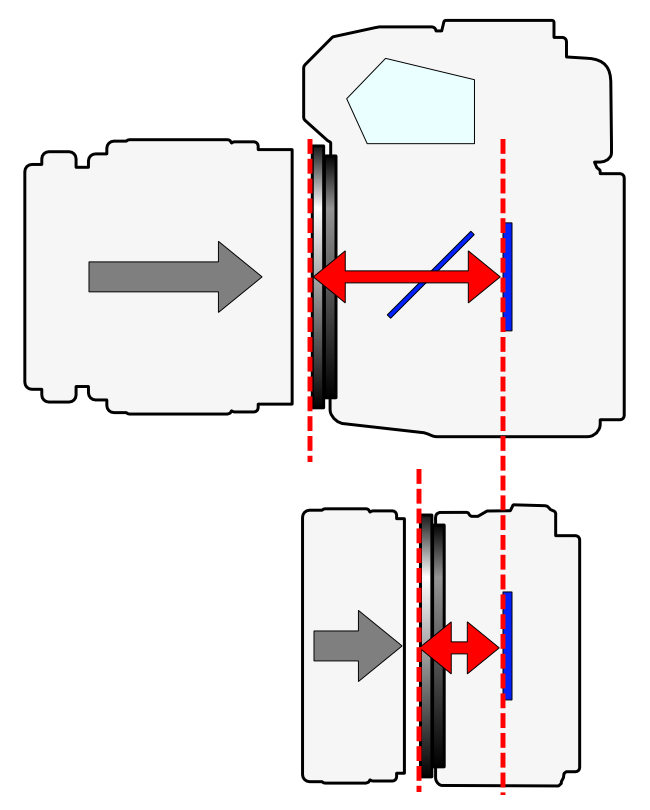
フランジバックの長さの違い

レンズマウントの規格によってフランジバックの長さは厳密に決まっている。フランジバックの長さには高い精度が求められており、精度を確保するための方法として、マウント面を固定した状態でフィルムガイド側をフライス盤によって削ったり専用の調節機構を備えるなどの方法が用いられる。
一眼レフカメラでは、レンズとフィルム・撮像素子との間にレフレックスミラーが介在し、ミラーを稼働させるためのスペース（ミラーボックス）が必要になる関係から、比較的長いフランジバックが設定されており、ミラーのないレンジファインダーカメラやミラーレス一眼カメラでは短いフランジバックが設定されている。後者の場合ミラーがないためマウント面よりも後玉が大きくせり出すような設計が可能である場合が多いが、これはフランジバックが短いからではなく、バックフォーカスを短くできるからである。
この他に、フランジバックの長さが問題になるのは、レンズの互換性を考える場合である。通常、ピント調節のためのヘリコイドはレンズと一体となっており、レンズがもっともフィルム面に近づいた位置で無限遠の被写体にピントが合うように設計されている。レンズ設計時に想定されたフランジバックよりも、短いフランジバックを持つカメラに対してならば、補正光学系なしのマウントアダプターによって、レンズを無限遠から使える可能性がある（実際にはマウント径やマウント面の突起物等の影響で不可能な場合もある）。
例外として、レンズ交換をするカメラでもビューカメラのレンズはカメラ側でフィルム位置を自由に移動できるのでフランジバックは不定である。

## 各種マウントのフランジバック
各レンズマウントのフランジバックの長さについては、レンズマウントを参照